# Moški
Moški je odrasla oseba moškega spola. Je nasprotni izraz od ženska.

## Biološki pomen
Razlika med moškim in žensko nastane že ob oploditvi. Moški imajo par XY v kromosomu (ženske XX). To pripelje kasneje do moške anatomije. Najočitneša posebnost je moški spolni organ. Razen tega so še številne druge razlike: brada, globok glas, širša ramena, višja rast, več mišične mase,... Obstajajo bolezni, ki jih imajo samo moški, ali pa so pri njih pogostejše.

## Dozorelost
V mnogih družbah velja, da s polnoletnostjo fant postane moški. To je pomemben dogodek v življenju moškega. V nekaterih kulturah ob tej priložnosti priredijo obrede. S spolom je povezana tudi vloga posameznika v družbi. S tem področjem se ukvarja sociologija ali sociokulturna antropologija. V preteklosti so imeli moški pogosto dominantno vlogo (patriarhat).